# Химия высоких энергий
Химия высоких энергий — раздел физической химии, описывающий химические и физико-химические процессы, происходящие в веществе при воздействии нетепловыми энергетическими агентами — ионизирующим излучением, светом, плазмой, ультразвуком, механическим ударом и другими.

## Описание
Химия высоких энергий (ХВЭ) изучает химические реакции и превращения, происходящие в веществе под воздействием нетепловой энергии.
Механизмы и кинетика таких реакций и превращений характеризуются существенно неравновесными концентрациями быстрых, возбужденных или ионизированных частиц с энергией большей, чем энергия их теплового движения и в ряде случаев химической связи.
Носители нетепловой энергии, воздействующей на вещество: ускоренные электроны и ионы, быстрые и медленные нейтроны, альфа- и бета-частицы, позитроны, мюоны, пионы, атомы и молекулы при сверхзвуковых скоростях, кванты электромагнитного излучения, а также импульсные электрические, магнитные и акустические поля.
Процессы химии высоких энергий различают по временны́м стадиям на физическую, протекающую за время фемтосекунд и менее, в течение которого нетепловая энергия распределяется в среде неравномерно и образуется «горячее пятно», физико-химическую, в течение которой проявляется неравновесность и негомогенность в «горячем пятне» и, наконец, химическую, в которой превращения вещества подчиняются законам общей химии. В результате образуются такие ионы и возбуждённые состояния атомов и молекул при комнатных температурах, которые не могут возникнуть за счет равновесных процессов.
Внешним проявлением ХВЭ служит образование ионов и возбуждённых состояний атомов и молекул при комнатных температурах, при которых эти частицы не могут возникнуть за счет равновесных процессов. Н. Е. Аблесимов сформулирован релаксационный принцип управления свойствами неравновесных физико-химических систем. В случае, когда времена релаксации много больше длительности физического воздействия, существует возможность управления выходом химических форм, фаз и, как следствие, свойствами веществ (материалов), используя сведения о механизмах релаксации в неравновесных конденсированных системах на физико-химической стадии релаксационных процессов (в том числе и в процессе эксплуатации).

## Основные разделы ХВЭ
- Фотохимия
- Лазерная химия
- Радиационная химия
- Плазмохимия (в газовой и конденсированной фазах)
- Химия процессов, вызванных ядерными превращениями
- Химия процессов с участием позитрония, мюония
- Химия ультразвука
- Механохимия
- Химия процессов при сверхвысоких давлениях (в стационарных и импульсных условиях)
- Химия ударных волн
- Химия молекулярных и ионных пучков (в том числе сверхзвуковых)
- Химия «горячих атомов»
- Атмосферная химия и космохимия
- Криохимия
- Ядерная химия